# Tricoche et Cacolet
Cet article possède des paronymes, voir Tricoche et Cacolet.
Pour plus de détails, voir Fiche technique et Distribution.
Tricoche et Cacolet est un film français réalisé par Pierre Colombier, sorti en 1938.

## Résumé
Tricoche et Cacolet, détectives privés toujours en disputes, intriguent autour du banquier Van Der Pouf et de sa jolie femme Bernardine, que courtise le riche et stupide duc Émile. Un pacha turc se mêle de la partie, amoureux à la fois de Bernardine et de Fanny de Saint-Origan, maîtresse du banquier. Finalement, Tricoche et Cacolet triomphent en ramenant Bernardine à son mari, font enlever Fanny, par le turc, sans avoir oublié auparavant de la séduire.

## Fiche technique
- Titre original : Tricoche et Cacolet
- Titre de tournage : Tricoche et Cacolet détectives
- Réalisation : Pierre Colombier
- Scénario : D'après la pièce Tricoche et Cacolet d'Henri Meilhac et Ludovic Halévy (1872)
- Adaptation et dialogues : René Pujol
- Assistant réalisateur : Fred Ellis
- Décors : Jacques Colombier
- Photographie : Armand Thirard
- Son : Émile Lagarde
- Montage : Jean Pouzet
- Musique : Casimir Oberfeld, interprétée par l'orchestre de Ray Ventura
  - Parolier : Jean Manse
  - Musique des chansons: Casimir Oberfeld, Ray Ventura
  - Chansons : Si je jouais du trombone, Nous sommes de fins limiers (avec Duvallès)
- Cameraman : Louis Née
- Maquillage : Hagop Arakelian
- Tournage du 20 juin à juillet 1938
- Production : Les Films Modernes
- Producteurs : Emile Natan, Bernard Natan, Joseph Spigler
- Directeur de production : André Gargour
- Distribution : Les Distributeurs Associés (à l'origine) ; Tamasa Distribution ; Robur Droits Audiovisuels (ventes internationales), Studio Canal Films Limited (ventes internationales), Studio Canal (DVD, 2004)
- Pays :  France
- Format :  Noir et blanc - 35 mm - son mono
- Genre : Comédie
- Durée : 107 minutes
- Date de sortie : 
  - France : 7 septembre 1938
  - Sortie DVD France : 20 septembre 2004

## Distribution
- Fernandel : Tricoche, détective privé
- Frédéric Duvallès : Cacolet, détective privé, associé de Tricoche
- Ginette Leclerc : Fanny de Saint-Origan dite « Fanny Bombance », maîtresse du banquier Van der Pouf
- Elvire Popesco : Bernardine Van der Pouf, la jolie femme du banquier
- Jean Weber : le duc Émile, un noble riche mais stupide, qui courtise Bernardine
- Saturnin Fabre : le riche banquier Van der Pouf, époux de Bernardine et amant de Fanny
- Monique Montey : Georgette
- Sylvio de Pedrelli : Oscar Pacha, pacha turc, amoureux de Fanny et de Bernardine
- Jean Gobet : monsieur Breloque, le secrétaire
- Gaston Orbal : Fil de Fer
- Rivers Cadet : Naphtaline
- Alexandre Mihalesco : le régisseur
- Madeleine Suffel : la bonne du bureau de placement
- Albert Malbert : l'acteur
- Palmyre Levasseur : la bonne de Tricoche
- Manuel Gary
- Fernand Trignol
- Franck Maurice
- Simone Chobillon